# Вильсон, Владимир Иванович
Владимир Иванович Вильсон (11 декабря 1844 — после 1917) — председатель Санкт-Петербургского коммерческого суда, сенатор.

## Биография
Потомственный дворянин. Сын Ивана Христофоровича Вильсона (ум. 1873). Старший брат Иван (1836—1914) — статистик, сенатор.
Воспитывался в Санкт-Петербурге. Слушал лекции в Санкт-Петербургском и Харьковском университетах, в 1865 году окончил курс наук последнего со степенью кандидата прав.
По окончании университета поступил на службу столоначальником в Духовно-учебное управление при Святейшем Синоде. В 1866 году, с открытием в Санкт-Петербурге новых судебных установлений, перешел в Министерство юстиции кандидатом на судебные должности при Санкт-Петербургской судебной палате. В 1867 году перевелся в 4-й департамент Правительствующего Сената, в котором последовательно занимал должности: помощника секретаря, секретаря, старшего секретаря и обер-секретаря.
В 1873 году был избран представителями Санкт-Петербургского купеческого общества в должность товарища председателя Санкт-Петербургского коммерческого суда, а затем три раза подряд выбирался купечеством в председатели этого суда. В коммерческом суде явился сторонником применения новых судебных уставов 20 ноября 1864 года к судопроизводству по делам торговым и, насколько возможно, поставил Санкт-Петербургский коммерческий суд в уровень с новыми судебными учреждениями. В бытность председателем коммерческого суда издал несколько томов практики этого суда по делам торговым, по делам о несостоятельности и администрациях. В 1897 году принимал участие в Комиссии по составлению нового устава о векселях, а в 1898 году был призван к участию в Высочайше учрежденной комиссии по пересмотру законоположений по судебной части и состоял IV отдела этой комиссии до ее закрытия.
В 1899 году был назначен обер-прокурором 4-го департамента Сената, а затем обер-прокурором судебного департамента, объединившего в себе дела упраздненных 4-го, 5-го и межевого департаментов. В то же время состоял обер-прокурором, заведующим делами обновленного 2-го общего собрания, на котором предъявлял заключения по делам, доходившим до этого собрания. 1 января 1907 года произведен в тайные советники. 3 декабря 1908 года назначен сенатором, присутствовал в Гражданском кассационном департаменте Сената.
Судьба после 1917 года неизвестна. Был холост.

## Награды
- Орден Святого Станислава 1-й ст. (1893)
- Орден Святой Анны 1-й ст. (1904)
- Орден Святого Владимира 2-й ст. (1910)
- Орден Белого Орла (1913)
- Орден Святого Александра Невского (1915)